# 3ème Arrondissement (Parakou)
Das 3ème Arrondissement ist ein Arrondissement im Departement Borgou in Benin. Es ist eine Verwaltungseinheit, die der Gerichtsbarkeit der Kommune Parakou untersteht und selbst ein Teil Parakous ist. Gemäß der Volkszählung von 2013 hatte das 3ème Arrondissement 69.799 Einwohner, davon waren 34.298 männlich und 35.501 weiblich.

## Geographie
Als Teil der Stadt Parakou liegt das Arrondissement in der nördlichen Hälfte des Landes.
Das 3ème Arrondissement setzt sich aus 12 Stadtteilen zusammen:
1. Amanwignon
2. Dokparou
3. Gah
4. Ganou
5. Gbira
6. Guéma
7. Nikkikpérou
8. Swinrou-Kpassagambou
9. Tranza
10. Wansirou
11. Woré
12. Zongo